# Henicorhina
Genre
Henicorhina est un genre de passereaux de la famille des Troglodytidae. Ses membres se répartissent à travers l'écozone néotropique.

## Liste des espèces
Selon la classification de référence du Congrès ornithologique international (version 14.2, 2024) :
- Henicorhina anachoreta Bangs, 1899 — Troglodyte ermite
- Henicorhina leucophrys (Tschudi, 1844) — Troglodyte à poitrine grise
- Henicorhina leucoptera Fitzpatrick, Terborgh & Willard, 1977 — Troglodyte à ailes blanches
- Henicorhina leucosticta (Cabanis, 1847) — Troglodyte à poitrine blanche
- Henicorhina negreti Salaman & al, 2003 — Troglodyte de Negret